# Johannes Jonæ Arhusius
Johannes Jonæ Arhusius, född 1614 i Kungsåra socken, död 13 januari 1688 i Falun, var en svensk präst och riksdagsman.

## Biografi
Johannes Jonæ Arhusius var son till kyrkoherden i Kungsåra Jonas Petri Helsingius och Catharina Pedersdotter. När han var elva år avled fadern, varvid modern gifte om sig med Ericus Andreæ Björk, som var riksdagsman och kyrkoherde. Brodern Bengt Jonsson blev borgmästare i Enköping och en svåger var hovpredikant. Karriärerna till trots, var uppväxten fattig efter faderns död. 1639 inskrevs han vid Uppsala universitet, fortsatte efter åtta år där studierna i Tyskland och torde ha blivit magister. Hemkommen utsåg drottning Kristina honom till hovmästare och præceptor aulicus, varmed han prästvigdes. Han utsågs till kyrkoherde i Irsta socken 1653,och blev 1670 kyrkoherde i Falun samt sedermera sin egen prost.
Arhusius var notarius vid riksdagen i Göteborg 1660 och riksdagen i Stockholm 1660,samt fullmäktig för stiftet vid riksdagen 1675.
Arhusius hustru Sara Hising var dotter till Carolus Caroli Hising och dotterdotter till Samuel Matthiæ Malmenius. En dotter var gift med Jesper Swedberg och blev i ett tidigare gifte mor till Anton von Swab.